# Remagine
Remagine è il quarto album pubblicato dalla band olandese Symphonic Metal After Forever, nel 2005.

## Tracce
1. Enter – 1:05
2. Come – 5:02
3. Boundaries Are Open – 3:44
4. Living Shields – 4:12
5. Being Everyone – 3:39
6. Attendance – 3:28
7. Free Of Doubt – 4:41
8. Only Everything – 6:36
9. Strong – 3:39
10. Face Your Demons – 4:56
11. No Control – 3:18
12. Forever – 5:10

Bonus Tracks:
1. Taste The Day (Bonustrack SACD version)
2. Live And Learn (Bonustrack SACD version)
3. Strong (Piano Version) (Bonustrack SACD version)

## Formazione
- Floor Jansen - voce
- Sander Gommans - chitarra
- Bas Maas - chitarra
- Luuk van Gerven - basso
- Joost van den Broek - tastiere
- Andre Borgman - batteria

### Partecipazioni
- Marco Hietala (Nightwish) - voce, in "Face Your Demons"

### Coro
- Floor Jansen - soprano
- Rannveig Sif Sigurdardottir - mezzosoprano
- Amanda Somerville - Alto
- Previn Moore - baritono